# 琳達·布萊爾
琳達·布萊爾（英語：Linda Blair，1959年1月22日—），美國女演員，代表作有大法師、大法師2。

## 生平
布萊爾是家中三個兄弟姊妹中年紀最小的一個，於1959年1月22日出生於密蘇里州的聖路易斯，出生於詹姆斯弗雷德里克和埃莉諾（néeLeitch）。布萊爾有一個姐姐黛比和一個哥哥吉姆。當布萊爾兩歲時，她的父親為一名海軍試飛員執行招聘人員，在紐約市找到了一份工作，因而全家人搬到了康涅狄格州的韋斯特波特。她的母親在韋斯特波特擔任房地產經紀人。
她於五歲時正式開始兒童模特生涯，出現在Sears、J.C、Penney和梅西百貨的目錄中，還於Welch的葡萄果醬和其他各種公司拍攝超過70部廣告。布萊爾於6歲時獲得了紐約時報一系列平面廣告的合同。她從六歲時開始，布萊爾開始騎馬，成為一名訓練有素的馬術師。